# Arma de feixe de partículas
Uma arma de feixe de partículas utiliza um feixe de átomos ou elétrons (ou seja, um feixe de partículas) para destruir o alvo atingido através do colapso de sua estrutura atômica e molecular. Uma arma de feixe de partículas é um tipo de arma de energia dirigida, que direciona a energia em determinado sentido por meio de projéteis de partículas com massa. Algumas dessas armas são reais e previsíveis; outras pertencem ao domínio da ficção científica.
Uma arma de feixe de elétrons age perturbando os circuitos elétricos e dispositivos eletrônicos de seus alvos. Se qualquer pessoa ou animal for atingido pelo disparo de tal arma, a consequência mais provável seria a eletrocução do indivíduo. Uma arma de feixe de elétrons também poderia danificar ou derreter seu alvo através do aquecimento por resistência elétrica do alvo (consequência da lei de Ohm).

## Geração dos feixes
Uma arma de feixe de partículas neutras ioniza o gás hidrogênio seja através da captura de um elétron de cada átomo de hidrogênio, seja permitindo que cada hidrogênio capture um elétron. Quando as moléculas de hidrogênio ganham elétrons, acabam formando ânions; e quando perdem elétrons formam cátions; e quando os átomos de hidrogênio perdem elétrons formam prótons. Uma arma de feixe de partículas que dispara ânions utiliza um acelerador de partículas de ondas propagadoras. Neste tipo de acelerador de íons, os íons negativos são liberados no interior de uma câmara de aceleração de íons cilíndrica. Esta câmara possui um eletrodo com uma carga elétrica alternada de mais de 1.000.000.000 ({\displaystyle 10^{9}}) volts em seu interior.
As etapas deste processo são:
1. Enquanto a carga do eletrodo for positiva, os íons são atraídos para a carga negativa do eletrodo, e passa a circular.
2. A tensão alternada muda a carga para o negativo no eletrodo acelerador.
3. A carga negativa repele eletroestaticamente os íons negativos e os acelera a uma velocidade próxima à da luz.
4. Os feixes de ânions de alta energia atravessam a câmara cheia de gás em baixa pressão.
5. Nessa câmara, a colisão com o gás expele os elétrons extras dos ânions, tornando a arma de feixe de partículas neutra.
6. A arma de feixe de partículas atinge seu alvo de maneira direta, e o danifica percorrendo sua estrutura e a perturbando através da energia cinética.

Os aceleradores de partícula Cíclotron, os aceleadores de partículas lineares, e os  aceleradores de partícula Síncrotron podem acelerar íons de hidrogênio positivamente carregados até que suas velocidades se aproximem da velocidade da luz, e cada íon individual possui um alcance de energia cinética que vai de 100 MeV a 1000 MeV ou mais. E então os prótons de alta energia podem capturar os elétrons dos eletrodos emissores de elétrons, e serem dessa forma neutralizados eletricamente. Isto cria um feixe de átomos de hidrogênio de alta energia eletricamente neutro, que pode se projetar em linha reta a uma velocidade próxima à da luz e colidir com seu alvo e o destruir.
O feixe de partículas pulsado emitido por tal arma pode conter 1 gigajoule de energia cinética ou mais. A velocidade do feixe que se aproxima daquela da luz (300.000 km/sec) em combinação pela energia criada pela arma impossibilitaria qualquer meio realístico de defesa contra o feixe. A proteção do alvo através de escudos ou seleção de materiais seria impossível ou ineficaz , especialmente se o feixe pudesse ser mantido em plena potência e precisamente focado em seu alvo.

## História

### Tesla
Nikola Tesla (1856 - 1943) foi um célebre inventor, cientista e engenheiro eletricista. Ele inventou a bobina de Tesla, a corrente alternada, o gerador elétrico e foi um dos principais pioneiros da tecnologia do rádio. Ele também se tornou notório por fazer algumas afirmações fantásticas, dentre as quais a de que ele havia desenvolvido o que chamou de arma de "teleforça"  A imprensa apelidou essa tecnologia de "raio da paz" ou "raio da morte".
Ao todo, os componentes e métodos incluem :
1. Um aparato de produção de manifestações de energia ao ar livre ao invés de uma câmara a vácuo como era feito no passado. Este feito, de acordo com Tesla, foi atingido.
2. Uma mecanismo para a geração de uma força elétrica tremenda. Conforme Tesla, isto também foi realizado.
3. Um meio de se intensificar e ampliar a força desenvolvida pelo segundo mecanismo.
4. Um novo método para a produção de força elétrica repulsiva intensa. O dispositivo seria um projétil ou arma de punho.

Em 1937, Tesla elaborou um tratado intitulado "A Arte da Preojeção de Energia Não-dispersiva Através do Meio Natural". Este tratado se encontra atualmente nos arquivos do Museu Nikola Tesla em Belgrado. Este documento descrevia um tubo de vácuo de extremidade aberta com um fechamento em jato de gás que permitiria que as partículas saíssem, um método de carregar partículas a milhões de volts, e um método de criação e direcionamento de correntes de partículas não-dispersivas (através da repulsão eletroestática).
Tesla desenvolveu os planos para a construção de uma arma de energia dirigida desde o início do século XX até a sua morte. Registros destes dispositivos indicam que eles se baseavam em uma estreita corrente de aglomerados atômicos de mercúrio ou tungstênio acelerados através da alta voltagem (por meios aquém de seu transmissor amplificador). Tesla descreveu da seguinte forma a operação da arma de partículas :
[A cânula] "envia o feixe concentrado de partículas através do ar, a energia seria tamanha a ponto de derrubar uma frota de 10.000 aeronaves inimigas a uma distância de 200 milhas da fronteira da nação na defensiva e fazer com que os exércitos caiam mortos no meio do caminho".
Esta arma poderia ser utilizada contra infantarias no solo ou para neutralizar aeronaves. Tesla tentou despertar o interesse do Departamento de Defesa dos Estados Unidos no dispositivo. Ele também ofereceu sua invenção a países europeus. Nenhum dos governos comprou o contrato para a sua construção.
Várias teorias persistem, especulando a natureza deste dispositivo e o paradeiro do esquema completo para a sua construção. Imediatamente após sua morte, seus documentos foram roubados e o cofre aberto. O FBI afirma nunca ter encontrado a planta ou qualquer protótipo.

### Experimentos modernos
A Iniciativa Estratégica de Defesa do Departamento de Defesa dos Estados Unidos trabalha no desenvolvimento da tecnologia de um feixe de partículas neutras para aplicações na defesa estratégica. Em 1989, esta tecnologia foi incluída no Beam Experiments Aboard a Rocket (BEAR) no Novo México.
Em 2008 Albuquerque, Novo México, o Laboratório Sandia inaugurou o Ion Beam Laboratory na Base Aérea Kirtland. Este centro abriga seis aceleradores e foi inaugurado em 2010.